# Santos Futebol Clube de Angola
El Santos Futebol Clube de Angola és un club de futbol de Viana, un suburbi de la ciutat de Luanda, Angola.
El nom del club prové del Santos Futebol Clube, brasiler, amb el qual comparteix els colors (blanc i negre) i l'escut.

## Palmarès
- Copa angolesa de futbol: [2]
  - 2008
- Supercopa angolesa de futbol: [3]
  - 2009